# Emma Frede
Emma Frede, eigentlich Selma Frede, (* 19. Mai 1916 in Friedrichsort; † 8. Februar 2005 in Hannover) war eine Deutsche, die für ihr ehrenamtliches Engagement ausgezeichnet wurde.

## Leben

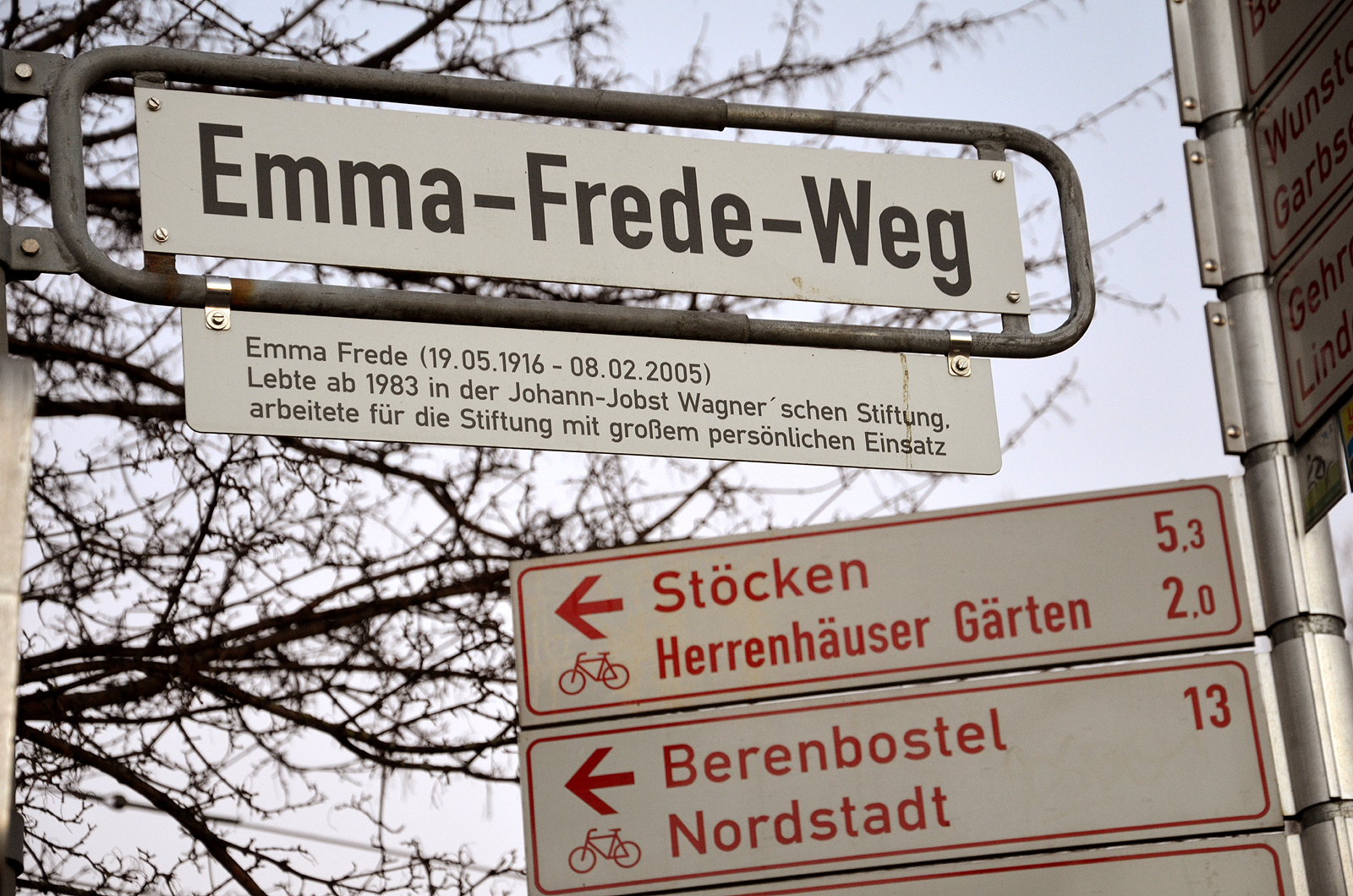
Straßenschild Emma-Frede-Weg mit Kurzvita an der Ihme nahe der Johann-Jobst Wagener’schen Stiftung

Emma Frede bewohnte in fortgeschrittenem Alter ab 1983 die Wohnanlage der Johann-Jobst Wagener’schen Stiftung, die um 1900 für die Aufnahme mittelloser Frauen gegründet worden war. Nachdem Emma Frede aufgrund zeitweiliger Engpässe der Stiftung anfangs nur gelegentlich den Stiftungsbetreuer vertrat, entwickelte sich ihr Engagement zum Wohle aller Bewohner schließlich zu einer über 15 Jahre andauernden „Vollzeitarbeit“ im Dienste der Stiftung. So nahm sie nahezu sämtliche Telefonate für die Stiftung an und veranlasste dann das Notwendige. Aus eigenem Antrieb beauftragte sie beispielsweise Handwerker, rief bei Notfällen den Notarzt oder Rettungskräfte, schloss bei Nacht die Haustüren auf begleitete die Helfer zu den Wohnungen der erkrankten alten Menschen. Die Mieter des Stiftungsgebäudes, seinerzeit noch zu rund 95 % hochbetagte Damen, fanden in Emma Frede ihre einzige jederzeit zuverlässige Ansprechpartnerin.

## Ehrungen
- Das Engagement Emma Fredes würdigte die Niedersächsische Landesregierung im Jahr 2000 mit der Verleihung der Verdienstmedaille für vorbildliche Verdienste um den Nächsten.[2]
- Nach dem Tod von Emma Frede stellte die Stadträtin Heidi Ritzer-Bruns (Bündnis 90/Die Grünen) an die Bezirksbürgermeisterin von Hannover-Mitte Sabine Eick 2006 den Antrag, einen Weg postum nach Emma Frede zu benennen.[2] Im Folgenden ergänzte der Bezirksrat zu der gewünschten Wegebenennung den 1999 beschlossenen Plan,[1] nach dem aus Gender-Gesichtspunkten und zur Gleichberechtigung bevorzugt die Namen bedeutender Frauen bei zukünftigen Straßenbenennungen in der Landeshauptstadt Hannover gewählt werden sollten.[3]
- Bei geschätzten Kosten von 2.800,-- Euro wurde schließlich der Fuß- und Radweg, der in der Calenberger Neustadt am östlichen Ufer der Ihme in Verlängerung des Peter-Fechter-Ufers bis zur Justus-Garten-Brücke verläuft und durch die Nähe zur Johann-Jobst Wagnerschen Stiftung in der Theodor-Krüger-Straße 3 einen direkten örtlichen Bezug herstellen kann,[1] als Emma-Frede-Weg benannt.[1] Zusätzlich zu dem Straßenschild wurde eine Legendentafel mit einer Kurzvita zu Emma Frede angebracht.[4]